# Girolamo Benzoni
Girolamo Benzoni (Milano, 1519 – 1570 circa) è stato un esploratore, commerciante e viaggiatore italiano.

## Biografia
Nel 1541 si recò in America dove rimase quattordici anni, partecipando a numerose spedizioni a Portorico, Haiti, Cuba, Panama, Guatemala e Perù.
Testimonianza dei suoi viaggi è la sua Historia del Mondo Nuovo, pubblicata a Venezia nel 1565. L'opera contiene interessante materiale geografico ed etnografico e racconta molti episodi vissuti in prima persona, ma è anche densa di inesattezze.
La sua principale caratteristica è un violento spirito antispagnolo. Sul trattamento degli indiani usa soprattutto gli scritti di Bartolomeo de Las Casas. Nonostante i suoi difetti l'opera ebbe grande successo: fu ristampata più volte e tradotta nelle principali lingue europee. La migliore traduzione in inglese ("History of the New World by Girolamo Benzoni", London, 1857) è stata ancora ristampata nel 2001 (da Adamant Media Corporation).
Benzoni scrisse anche una Descriptio expeditionis Gallorum in Floridam, che apparve postuma.
Un saggio sulla figura e l'opera di Girolamo Benzoni è stato pubblicato con il titolo Un milanese nel Nuovo Mondo, le Indie di Girolamo Benzoni, Edizioni Saecula, 2017

## Curiosità
- Nell'opera di Benzoni appare per la prima volta l'episodio dell'Uovo di Colombo, o meglio per la prima volta vi è attribuito erroneamente a Cristoforo Colombo l'episodio raccontato da Giorgio Vasari.
- Nella Historia del Mondo Nuovo, Benzoni così descriveva il cacao ("cacavate"), utilizzato come infuso dalle popolazioni americane e sconosciuto in Europa: "più pare beveraggio da porci, che da huomini"[1][2]

## Links
- Girolamo Benzoni. Historia del Mondo Nuovo, su archive.org.